# Грантвуд Вилиџ (Мисури)
Грантвуд Вилиџ (енгл. Grantwood Village) град је у америчкој савезној држави Мисури.

## Демографија
По попису из 2010. године број становника је 863, што је 20 (-2,3%) становника мање него 2000. године.
| Група             | 2000.       | 2010.       |
| Белци             | 864 (97,8%) | 847 (98,1%) |
| Афроамериканци    | 2 (0,2%)    | 5 (0,6%)    |
| Азијати           | 4 (0,5%)    | 2 (0,2%)    |
| Хиспаноамериканци | 4 (0,5%)    | 7 (0,8%)    |
| Укупно            | 883         | 863         |